# Łonie
Łonie (ukr. Лоні) – wieś na Ukrainie w rejonie lwowskim należącym do obwodu lwowskiego.
Do 2020 roku w rejonie przemyślańskim.
Przez wieś płynie Łoniówka.

## Historia
Dobra w Łoniu posiadał do końca życia Aleksander Treter (zm. 1855). Po jego śmierci dobra w Łoniu objęli jego spadkobiercy.
Według Słownika Geograficznego Królestwa Polskiego wieś leżała w powiecie przemyślańskim i w 1880 roku liczyła 584 mieszkańców we wsi oraz 24 na obszarze dworskim. 132 było rzymskimi katolikami, reszta grekokatolikami. Wówczas we wsi była cerkiew i szkoła niezorganizowana.
W 1921 wieś liczyła 157 zagród i 861 mieszkańców, w tym 672 Ukraińców, 119 Polaków i 70 Żydów. W 1931 zagród było 195 a mieszkańców 1011.
W 1944 nacjonaliści ukraińscy zamordowali dwie osoby narodowości polskiej.

## Zabytki
We wsi znajduje się drewniana cerkiew pw. Soboru Bogarodzicy. Powstała ona w 1724 roku.